# 歌川国輝

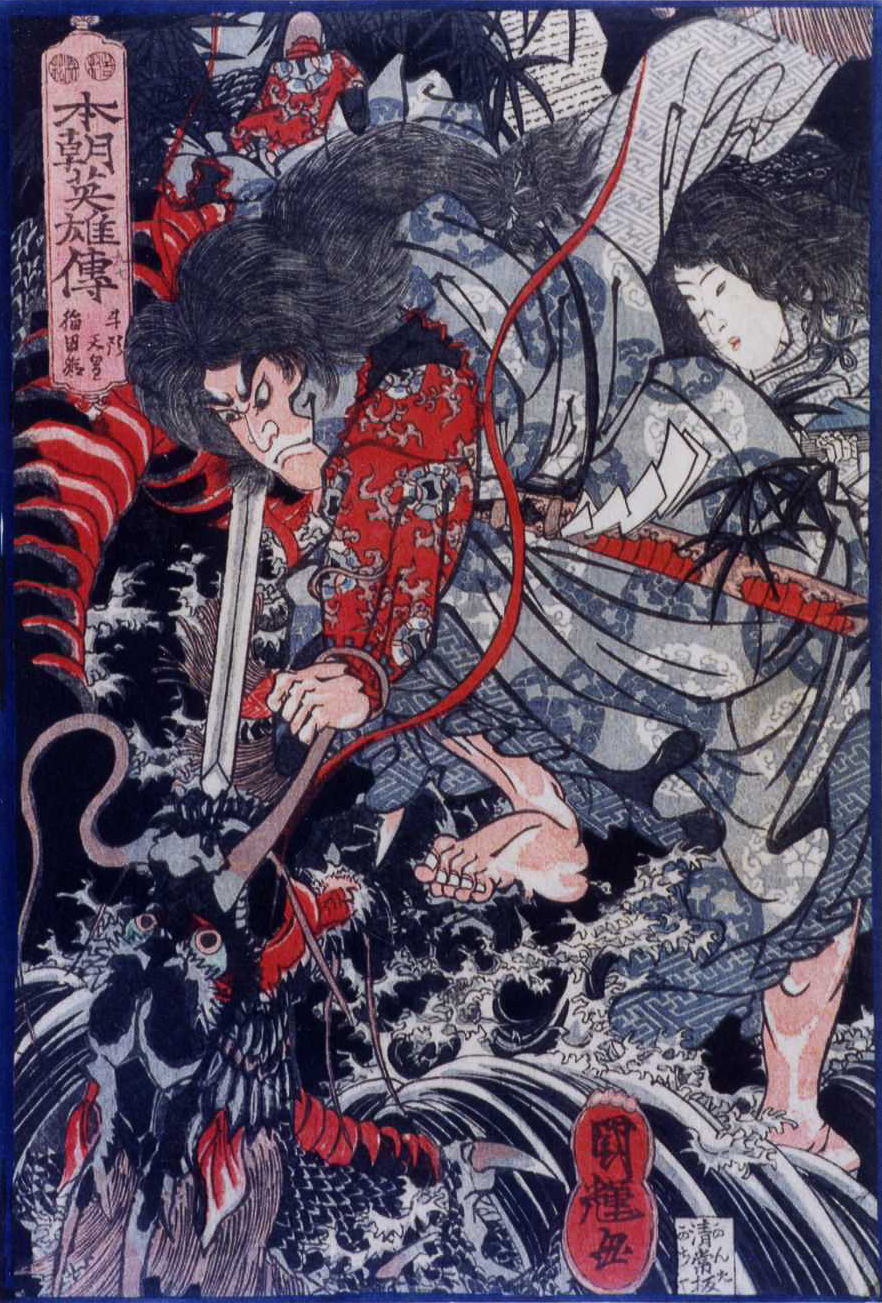
「本朝英雄伝　牛頭天皇　櫛田姫」　ヤマタノオロチ退治の場面を描く。国輝画。

歌川 国輝（うたがわ くにてる、生没年不詳）とは、江戸時代の浮世絵師。

## 来歴
歌川国貞（三代目歌川豊国）の門人。姓は太田、通称は金次郎。五蝶亭、新貞亭、独酔舎、一雄斎、雄斎、一泉斎、一心斎などと号す。作画期は文政から安政の頃にかけてで、初めは歌川貞重と称し弘化4年（1847年）頃まで子供絵、教訓絵などの錦絵を多く描く。改印が名主単印のみであった天保14年（1843年）から弘化4年（1847年）にかけての頃の錦絵「花のえん日商売のあきうど」において「貞重改国輝画」と落款しており、この時期に貞重から国輝に名を改めたと見られる。弘化4年（1847年）頃に国輝と改名したともいう。国輝と改めてからは嘉永から安政にかけて合巻の挿絵を多く手がけ、美人画、役者絵も描いた。さらに安政2年（1855年）以降は二代国彦と名を改め、同年6月の「当世美人花之賑」などに「国輝舎国彦画」と落款している。また歌川芳艶と競って刺青の下絵を描いた。

## 作品

### 版本挿絵
- 『浮世又平名画誉』　合巻　※天保13年（1842年）の序文あり。式亭小三馬作、貞重画。
- 『柳風花白波』　合巻　※仙果作、嘉永2年（1849年）
- 『牡丹園娘荘子』　合巻　※仙果作、嘉永3年（1850年） - 安政4年（1857年）。国貞との共作
- 『蜀紅錦七宝績』　合巻　※桃栗山人作、嘉永5年
- 『弓張月春宵栄』初編〜十六編　合巻　※西馬作、嘉永4年（1851年） - 安政4年（1857年）
- 『桜姫粧春雨』　合巻　※西馬作、嘉永5年（1852年） - 安政4年（1857年）
- 『紙鳶美代之春風』　合巻　※小三馬作、嘉永7年（1854年）

### 錦絵
- 「友成・松本錦升 浜成・市川九蔵　武成・中村歌右衛門」　大判2枚続　早稲田大学演劇博物館所蔵　※弘化4年（1847年）4月、江戸河原崎座『時翫雛浅草八景』より。一雄斎貞重落款、「国輝」印
- 「教訓三界図会」　3枚続　※「歌川貞重画」の落款あり
- 「子供遊いろは組学」　大判2枚続
- 「地蔵尊の図」　大判3枚続
- 「雪ころがし」　大判
- 「当世四雅之内 琴画」　大判
- 「四ツ谷新宿太宗寺」　早稲田大学演劇博物館所蔵　※弘化4年（1847年）3月。太宗寺の閻魔王像の目が盗まれた事件に因んで描かれたもの。閻魔王の前で拳をする坊主と泥棒を描く。
- 「当世菊見図」　大判3枚続　国立国会図書館所蔵
- 「ふじ娘、鷹せう」　フェレンツ・ホップ東洋美術館（ハンガリー）所蔵
- 「仮名手本忠臣蔵・三段目」　フェレンツ・ホップ東洋美術館所蔵
- 「仮名手本忠臣蔵・六段目」　フェレンツ・ホップ東洋美術館所蔵
- 「仮名手本忠臣蔵・七段目」　フェレンツ・ホップ東洋美術館所蔵
- 「大星十八ヶ条申開」　フェレンツ・ホップ東洋美術館所蔵
- 「勧進大相撲土俵入之図」　大判3枚続
- 「富士之裾野巻狩之図」　大判3枚続　※嘉永2年（1849年）
- 「室町の雪」　大判3枚続　※嘉永5年（1852年）
- 「四季詠」　揃物　※嘉永6年（1853年）
- 「春辰巳夜賑」　大判3枚続　※「国輝改国彦画」落款、安政2年（1855年）11月改印
- 「四季之内春遊」　大判3枚続　※「国輝舎国彦画」落款、安政2年（1855年）12月改印